# Szentendrei út
A Szentendrei út egy több kilométer hosszú sugárút Budapest III. kerületében, a Flórián tértől egészen Békásmegyerig húzódik.
Az út a déli kezdőpontjától nagyjából Rómaifürdő megállóhely térségéig (pontosabban a Czetz János utcai kereszteződésig) a 11-es főút, onnan tovább Békásmegyer déli széléig, a Pünkösdfürdő utcai keresztezésig az 1115-ös út fővárosi szakaszának részét képezi, bár ezek az útszámok az utóbbi időkben, a budapesti városhatárokon belül már nem igazán használatosak.

## Nyomvonala

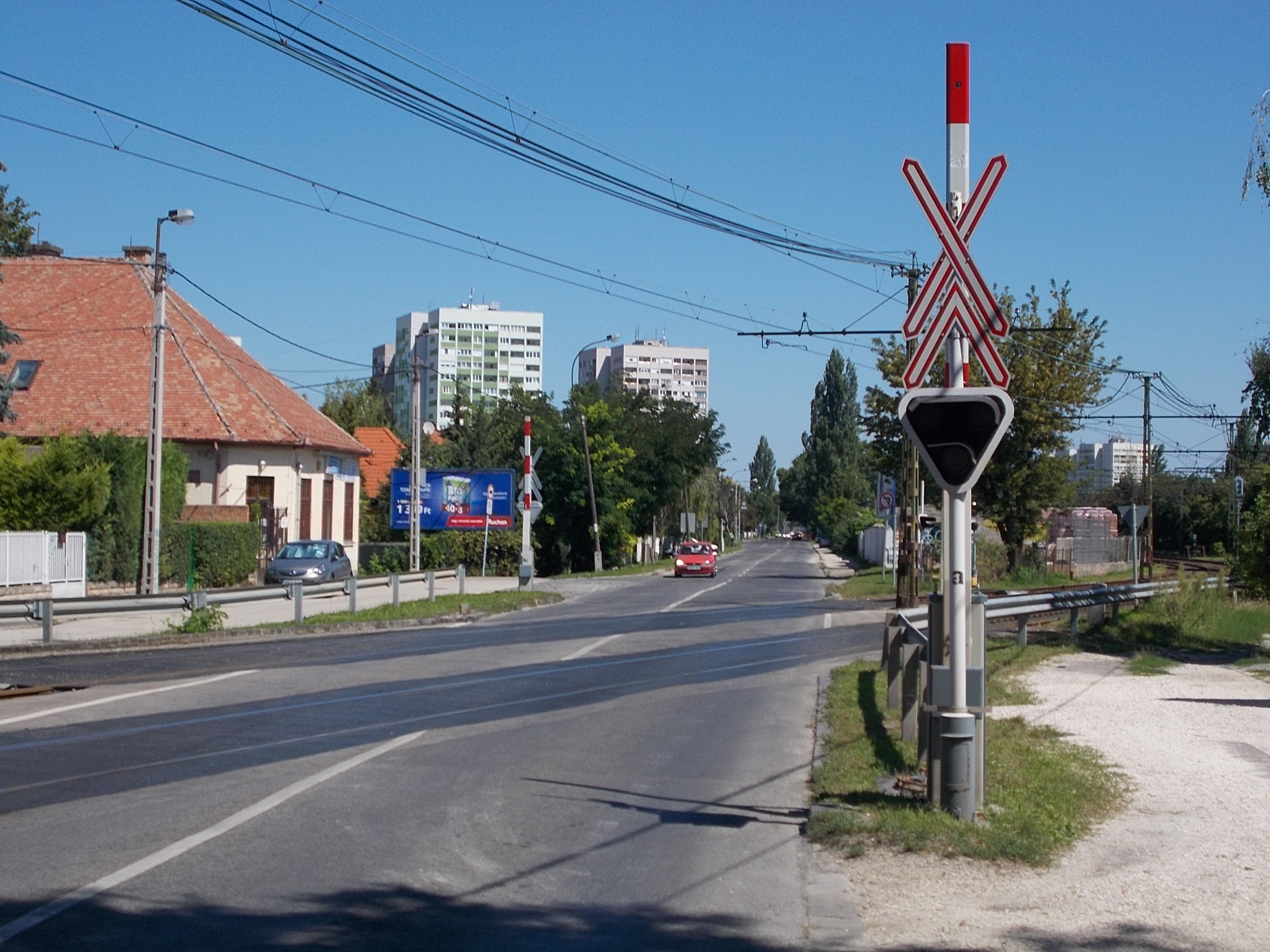
A Szentendrei út vége Csillaghegy és Békásmegyer határán (a HÉV-síneken túl már Vasút sor a közterület neve)

A Szentendrei út Budapest III. kerületének és egyben Észak-Budának az egyik legfontosabb és legforgalmasabb észak-déli irányú útja, a 11-es főút budapesti szakaszának egyik szelete. Számozása az óbudai Flórián tértől, az autópálya-csomópont szerű felüljárórendszer északi végétől indul. Az út itt a legszélesebb, irányonként négy sávos egészen a Bogdáni úti kereszteződésig, ahonnan irányonként három sávossá szűkül. Eredetileg itt keresztezte a szentendrei HÉV nyomvonalát kezdetben egy szintben, majd egy 1968-ban átadott irányonként egy sávos felüljárón az út, ez azonban a gépjárműforgalom miatt hamar szűkössé vált. 1978-ban készült el a kaszásdűlői lakótelep déli végénél a ma is használatos irányonként három sávos felüljáró, amihez a HÉV nyomvonalát is hozzáigazították. Innentől kezdve a Szentendrei út és a HÉV nyomvonala teljesen párhuzamos egymással.
Csillaghegy városrészbe érkezve a későbbi 11-es főút nyomvonala és a Szentendrei út nyomvonala elválnak egymástól. A főút Rákóczi utca, Békásmegyeren pedig Batthyány utca néven megy tovább, míg a Szentendrei út elkanyarodik a dombok felé a HÉV-et követve. Az út innentől irányonként egy sávos főúttá szűkül és egészen a HÉV szintbeli kereszteződéséig tart, aminek Békásmegyer felőli oldalától Vasút sor és Ország út néven folytatódik tovább az 1115-ös mellékút részeként.

## Története

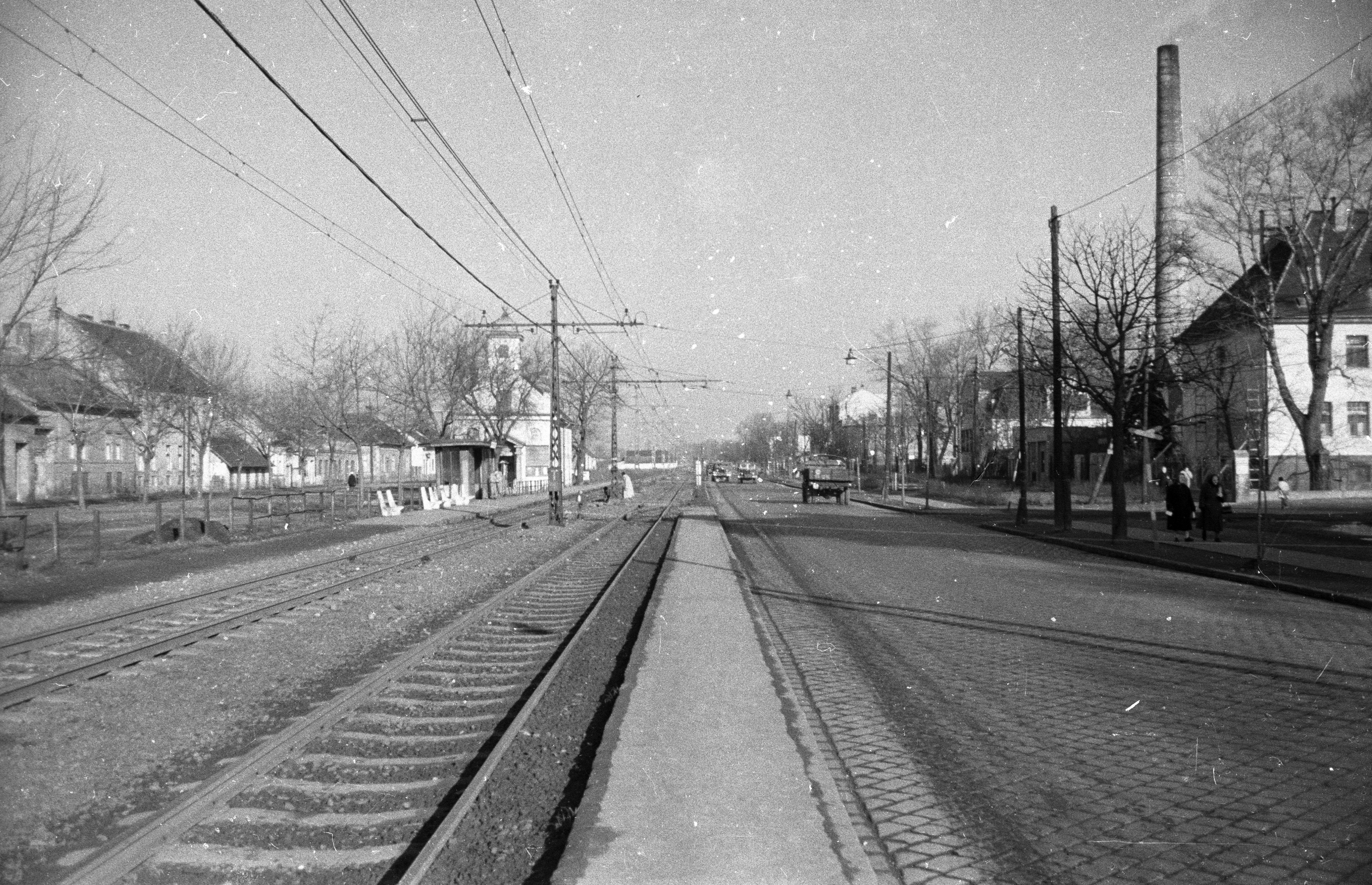
A kaszásdűlői szakasz 1960-ban

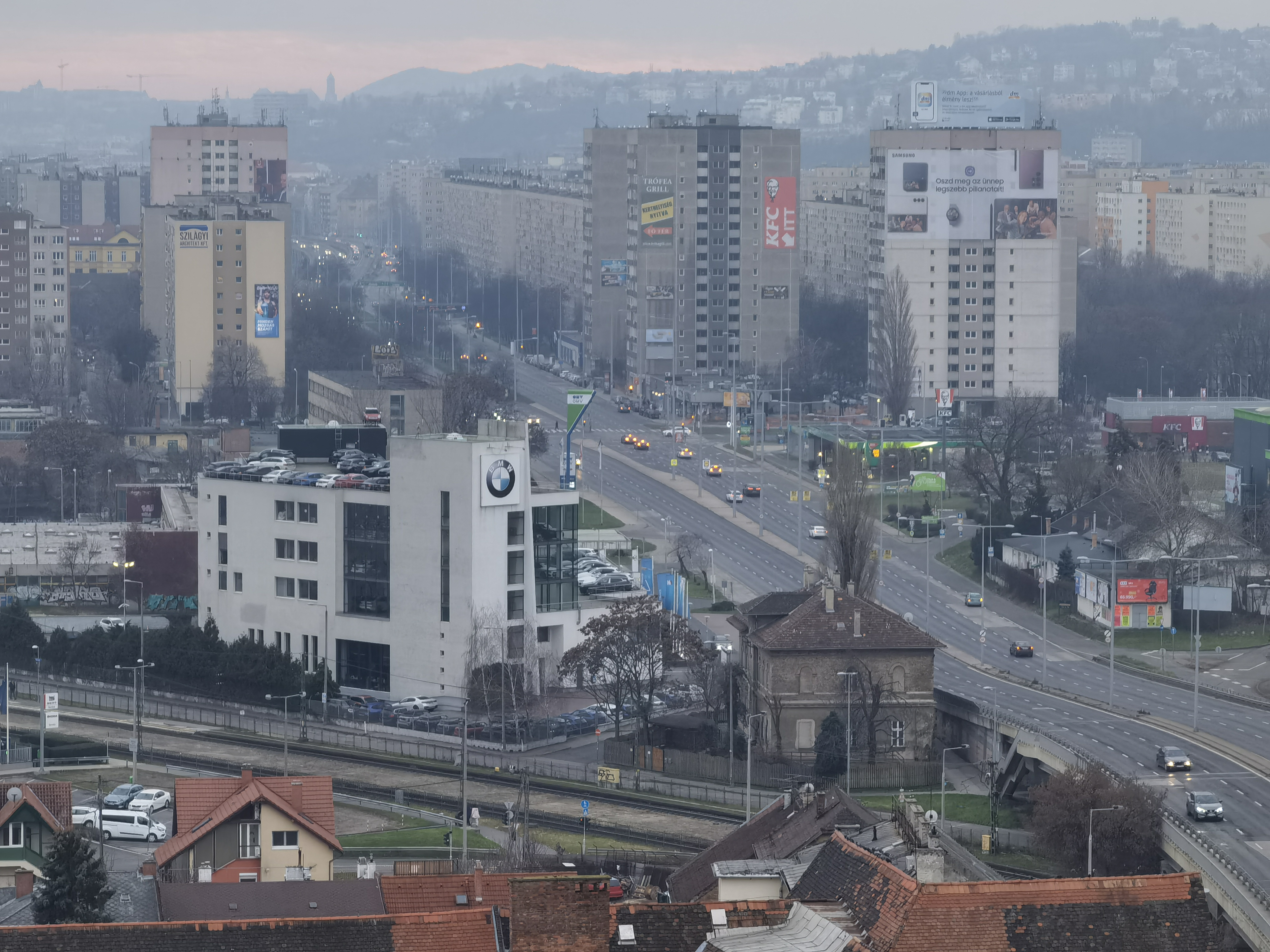
Filatorigátnál 2023-ban

Fejlődéstörténete szervesen összefügg a Szentendrei HÉV, Óbuda központja és a Kaszásdűlői lakótelep kiépülésével.
1955-ben megindult az 5-ös villamos a Flórián tér és a Vörösvári út között. 1974-ben megszűnt. Pályáját üzemi menetekre 1981-ig még használták.
1948-ban megnyílt a Miklós utcai buszvégállomás, ahonnan először a 6-os, majd 1965-től a 86-os buszjárat indult a Belváros felé. 1950-ben átadták a keskeny Árpád hidat, amin az innen induló 55-ös busz kelt át.
A 2003 novemberében megnyílt Auchan áruház helyén 1964-ben kezdett el termelni a főváros első házgyára. A Flórián tér környékén a "földszintes" Óbuda elhanyagolt házainak lebontása után, 1969-1984 között épült fel panelházakból a lakótelep. Közöttük helyet hagytak a majdani széles sugárút számára.
Az 1970-es évek elején a Pók utca és a Czetz János köz között készült el a jelenlegi útpálya. Az évtized végén a Szentendrei HÉV két kis sugarú ívből álló Bogdáni úti szakaszának kiváltására nyomvonal-korrekciót végeztek. A Bründl-, a Rádl- a Filatori-árok és az Aranyhegyi-patak felhagyott dunai torkolata helyén 1978 decemberében elkészült nagy sugarú, hosszú ívekkel kialakított új nyomvonalon létesítették a mai Filatorigát megállóhelyet, továbbá megszüntették a Benedek Elek utca megállóhelyet, helyette épült meg a mai Kaszásdűlő megállóhely a Köles utcai útátjárónál. (Ekkor épültek a Raktár utcai és a Köles utcai gyalogos aluljárók.)
A párhuzamos Szentendrei út is ekkor szélesedett ki a mai formájára: Az eredetileg 1968-ban irányonként egy sávosra megépült korábbi Bogdáni úti felüljárón átvezetett sugárút a HÉV pályáját a Filatorigát állomás után keresztező, új Mozaik utcai felüljárón már irányonként három sávos kapacitású lett. Az 1888-ban megnyitott Filatorigát állomást az új nyomvonal elkerülte és ekkortól már csak üzemi, illetve teherpályaudvarként üzemelt, egészen az 1990-es évekbeli megszüntetéséig. A hajdani állomás területén előbb barkács- majd bútoráruház épült. A régi felvételi épület a mai napig áll.
Az Árpád híd kiszélesítéséhez kapcsolódóan a Flórián tér többszintes csomóponttá átépítése 1980-1984 között tartott. A munkák során ügyeltek rá, hogy a megelőző régészeti feltárások során előkerült római kori emlékek közül a lehető legtöbbet őrizzék meg eredeti formájában. (Például a Fürdőmúzeum és az Aquincumi vízvezeték.) A Szentendrei út a Pók utca és a Flórián tér között ekkoriban, szakaszosan kiépítve érte el a jelenlegi szélességét. 1982 októberében adták át a Bogdáni út új buszvégállomást. Ezzel egy időben megszűnt az 1948-ban megnyitott Miklós utcai terminál. A helyén ma a Kerényi Grácia park található.
Az út mentén 1981-1986 között tartott a Kaszásdűlői és 1984-1990 között a Pók utcai lakótelep építése.